# Буя
Буя (на италиански: Buja) е град и община в Италия.

## География
Град Буя се намира в област (регион) Фриули-Венеция Джулия на провинция Удине. На около 25 км южно от града се намира провинциалния център Удине. На около 25 км източно от града е границата със Словения. На около 70 км на север е границата с Австрия. Население 6750 жители от преброяването през 2008 г. Характерно за Буя е, че е разположен в сеизмичен район. Първото голямо земетресение става на 15 септември 1976 г. Следващото голямо земетресение е на 6 май 2005 г.